# Nathalie Poza
Nathalie Poza Maupain (Madrid, 7 marzo 1972) è un'attrice spagnola, vincitrice del premio Goya come la migliore attrice 2018.

## Filmografia parziale

### Cinema
- Todas las mujeres (2013)
- Julieta (2016)
- Non posso dire addio (2017)
- 70 Binladens - Le iene di Bilbao (2018)
- Lettera a Franco (Mientras dure la guerra), regia di Alejandro Amenábar (2019)
- Il matrimonio di Rosa (La boda de Rosa), regia di Icíar Bollaín (2020)
- Rifkin's Festival, regia di Woody Allen (2020)

### Televisione
- La cattedrale del mare (2018)

## Riconoscimenti
- Premio Goya
  - 2018 – Premio come miglior attrice protagonista nel film Non posso dire addio
  - 2021 – Premio come miglior attrice non protagonista nel film La boda de Rosa[3]